# Aeródromo Rodelillo
El Aeródromo Rodelillo (OACI: SCRD) y (código IATA: VAP) es un terminal aéreo ubicado en la ciudad de Valparaíso, Chile. Su principal operador es el Club Aéreo de Valparaíso y Viña del Mar. Este aeródromo es de carácter público.

## Destinos actuales
Santiago | Aeródromo Eulogio Sánchez